# Giải vô địch bóng đá nữ U-19 châu Phi 2004
Giải vô địch bóng đá nữ U-19 châu Phi 2004 diễn ra từ ngày 23 tháng 5 đến 19 tháng 9 năm 2004. Đội vô địch Nigeria giành vé dự Giải vô địch bóng đá nữ U-19 thế giới 2004.

## Vòng một
| Đội 1      | TTS  | Đội 2           | Lượt đi | Lượt về |
| ---------- | ---- | --------------- | ------- | ------- |
| Maroc      | 1–2  | Guinea Xích Đạo | 1–1     | 0–1     |
| Madagascar | w/o  | Nam Phi         | —       | —       |
| CHDC Congo | w/o  | Mozambique      | —       | —       |
| Nigeria    | Miễn |                 |         |         |

## Bán kết
| Đội 1   | TTS | Đội 2           | Lượt đi | Lượt về |
| ------- | --- | --------------- | ------- | ------- |
| Nam Phi | w/o | CHDC Congo      | —       | —       |
| Nigeria | 7–0 | Guinea Xích Đạo | 3–0     | 4–0     |

## Chung kết
| Đội 1   | TTS | Đội 2   | Lượt đi | Lượt về |
| ------- | --- | ------- | ------- | ------- |
| Nam Phi | 0–1 | Nigeria | 0–1     | 0–0     |